# رامون رويز ألونسو
رامون رويز ألونسو (بالإسبانية: Ramón Ruiz Alonso)‏ هو طابع حروف ‏ وسياسي إسباني، ولد في 14 نوفمبر 1903 في إسبانيا، وتوفي في 1978 في لاس فيغاس في الولايات المتحدة. حزبياً، نشط في المجالس الهجومية الوطنية النقابية وحزب العمل الشعبي وفلانخي الإسبانية. وقد انتخب عضو مجلس النواب الإسباني ‏ عن دائرة غرناطة.